# Orthotrichia bishopi
Orthotrichia bishopi är en nattsländeart som beskrevs av Wells 1979. Orthotrichia bishopi ingår i släktet Orthotrichia och familjen smånattsländor. Inga underarter finns listade i Catalogue of Life.